# Sambalada
Sambalada est un terme péjoratif inventé par les critiques musicaux brésiliens pour désigner une nuance de tempo plus lent de la samba-canção, influencée par le style des ballades étrangères lancées sur le marché musical du pays dans la période d'après-guerre,.